# Spiriti del Sole
Spiriti del Sole è il primo album del gruppo musicale italiano The Sun, pubblicato nel 2010 dalla Sony Music. È il disco che ha segnato la svolta nella vita del gruppo, che fino ad allora aveva pubblicato sotto il nome di Sun Eats Hours. Il titolo dell'album ha dato il nome all'appellativo con cui si identificano i fan della band.

## Produzione
Nel maggio 2009 il gruppo decise di produrre da indipendenti l'album per poi affidarlo a una struttura terza per la distribuzione e promuoverlo tramite il manager Marco Morini di Team World. Il 18 maggio giunse a un accordo di stampa e distribuzione del disco con Universal Music Italia. La pubblicazione dell'album era stata fissata, pur senza avere ancora firmato un contratto con l'etichetta, per il 18 settembre 2009. Il 30 giugno il direttore di Sony Music Roberto Rossi ebbe modo di sentire e vedere il video di 1972 e convinse la band a firmare con Sony.
Nei primi accordi con la Universal il gruppo avrebbe dovuto realizzare due album in italiano (programmati rispettivamente per il 18 settembre 2009 e per la primavera del 2010) e uno in inglese (nel dicembre 2009). Il processo di registrazione del disco, in collaborazione con Maurizio Baggio, vide scremare, su ventitré brani sia in inglese che in italiano, dodici pezzi, che successivamente diventarono un unico album in italiano per la Sony. Nell'autunno del 2008 parte della registrazione avvenne presso la "Casa della creatività" di Marostica.
Il disco è stato presentato dal vivo per la prima volta il 12 giugno al Mac 2 di Schio.

## I brani
Le canzoni raccontano diversi aspetti di un «cammino di risveglio spirituale e di rinascita» e trattano tematiche sociali proponendo modelli positivi di comportamento; è il segno di una rinnovata apertura culturale, attenta ai temi etici e della vita quotidiana.
Oggi sono solo è la rivisitazione di una demo del produttore Maurizio Baggio, scritta qualche anno prima. San Salvador, inizialmente scelta come singolo di lancio dell'album, trae ispirazione da una visita compiuta nel 2008 al santuario di Puig de Sant Salvador, a Maiorca. Con l'ebook del libro di Francesco Lorenzi La strada del Sole si ha accesso a una versione acustica della canzone. Il testo di Strada in salita è stato scritto nell'autunno del 2008; il titolo riprende un'espressione usata dal produttore Maurizio Baggio con Francesco Lorenzi.

## Tracce
1. 1972 – 3:43 (testo: Francesco Lorenzi, Maurizio Baggio – musica: Francesco Lorenzi)
2. L'alba che vuoi – 3:45 (testo: Maurizio Baggio, Francesco Lorenzi – musica: Francesco Lorenzi)
3. I miei sbagli – 3:56 (testo: Francesco Lorenzi, Maurizio Baggio – musica: Francesco Lorenzi)
4. Il giorno di Alice – 4:05 (testo: Francesco Lorenzi, Maurizio Baggio – musica: Francesco Lorenzi)
5. Non ho paura – 3:12 (testo: Francesco Lorenzi, Maurizio Baggio – musica: Francesco Lorenzi)
6. San Salvador – 3:57 (testo: Francesco Lorenzi, Maurizio Baggio – musica: Francesco Lorenzi)
7. Hasta la muerte – 3:17 (testo: Francesco Lorenzi – musica: Francesco Lorenzi, Maurizio Baggio)
8. Notti bugiarde – 3:33 (testo: Francesco Lorenzi, Maurizio Baggio – musica: Francesco Lorenzi)
9. Oggi sono solo – 3:36 (testo: Maurizio Baggio, Francesco Lorenzi – musica: Francesco Lorenzi)
10. Strada in salita – 3:27 (testo: Francesco Lorenzi, Maurizio Baggio – musica: Francesco Lorenzi)
11. Musica – 2:49 (testo: Francesco Lorenzi, Maurizio Baggio – musica: Francesco Lorenzi)
12. Maggio – 3:27 (testo: Francesco Lorenzi, Maurizio Baggio – musica: Francesco Lorenzi)

Durata totale: 42:47

## Formazione
Formazione come da libretto.
The Sun
- Francesco "The President" Lorenzi – voce, chitarra
- Riccardo "Trash" Rossi – batteria
- Matteo "Lemma" Reghelin – basso, cori
- Gianluca "Boston" Menegozzo – chitarra, cori

Produzione
- Francesco Lorenzi – produzione, missaggio, mastering
- Maurizio Baggio – produzione, missaggio, mastering
- Ilaria Magliocchetti Lombi – fotografia
- Paolo De Francesco – grafiche